# Gymnotus pedanopterus
Gymnotus pedanopterus és una espècie de peix pertanyent a la família dels gimnòtids.

## Descripció
- Fa 28,1 cm de llargària màxima.
- Nombre de vèrtebres: 96-99.[5]

## Hàbitat
És un peix d'aigua dolça, bentopelàgic i de clima tropical (22 °C-28 °C).

## Distribució geogràfica
Es troba a Sud-amèrica: el sud de Veneçuela i els afluents del  riu Negro al Brasil.

## Observacions
És inofensiu per als humans.